# Grande carambole
Pour les articles homonymes, voir Carambole.
Le jeu de la grande carambole est un jeu d'adresse traditionnel de la Normandie en France. C'est un jeu de quilles qui appartient à la famille des jeux d'argent joués traditionnellement à l'occasion des fêtes foraines. Le jeu de la grande carambole et du bastringue ont été inscrits à l'Inventaire du patrimoine culturel immatériel en France en 2012.

## Histoire
Le jeu de la grande carambole aurait par origine le jeu de triboullette dont les descriptions datent de la fin du XIXe siècle. Pendant l'après deuxième guerre mondiale, le jeu de la grande carambole a connu son apogée dans la région. Il était pratiqué surtout comme un jeu d'argent. Pendant les dernières décennies du XXe siècle, la pratique du jeu de la grande carambole et de son similaire, le jeu du bastringue, a connu une forte diminution et actuellement il s'agit d'une pratique très ponctuelle proposée lors de fêtes par quelques individus et associations qui possèdent la structure en bois permettant de les jouer.

## Règles du jeu
L'objectif du jeu est d'obtenir plus de points que les adversaires en faisant tomber des quilles. Il n'y a pas une quantité préétablie de joueurs, mais il faut en avoir au minimum deux pour faire une partie.

### Terrain et éléments matériels du jeu
Pour jouer au jeu de la grande carambole, il faut cinq quilles en bois d'environ 10 cm de hauteur et une boule de 8 cm de diamètre environ. Les quilles sont placées sur un circuit en bois dont les parois sont parfois passées au savon noir pour mieux permettre à la boule de glisser.

## Jeux similaires

### Bastringue
Le jeu de la bastringue est très similaire à celui de la grande carambole. Les principales différences consistent dans le nombre de quilles, la taille de la boule et le format du circuit qui oblige la boule à faire une bande avant d'arriver à la région où sont placées les quilles. De ce fait, le jeu de la bastringue est dit indirect et le score obtenu dépend plus du hasard que de la technique employée par les joueurs au moment de lancer la boule. Dans le jeu de la bastringue, on place seulement trois quilles qui sont un peu plus grandes que celles utilisées dans le jeu de la grande carambole et espacées de 30 cm au minimum. La boule utilisée dans la bastringue peut avoir jusqu'à 20 cm de diamètre.

### Carambole à gouttière
La carambole gouttière est un jeu de comptoir. De ce fait, sa taille est très réduite en comparaison avec le jeu de la carambole et du bastringue. À l'intérieur du circuit, on place 6 petites quille d'une couleur et 1 quille centrale d'une couleur différente. La boule a 3 cm de diamètre et est faite en liège ou plastique. Chaque joueur dispose de 5 lancers et les points sont comptés de la façon suivante : 
- Quille centrale tombée avant les quilles extérieures = 10 points.
- Quille centrale tombée avec une ou plusieurs extérieures au premier coup = 6 points.
- Quille centrale tombée après des quilles extérieures ou avec mais après le premier coup = 4 points.
- 1 quille extérieure = 1 point.
- 2 quilles extérieures au même coup = 2 points par quille.
- 3 quilles extérieures et plus = 3 points par quille.